# Metastelma retinaculatum
Metastelma retinaculatum är en oleanderväxtart som beskrevs av Rudolf Schlechter. Metastelma retinaculatum ingår i släktet Metastelma och familjen oleanderväxter. Inga underarter finns listade i Catalogue of Life.